# Karl von Gärttner
Karl Gottlob Christian Gärttner, ab 1818 von Gärttner, (* 14. September 1788 in Bietigheim; † 18. Juli 1861 Stuttgart) war ein württembergischer Verwaltungsbeamter und Finanzminister.

## Leben
Karl Gärttner absolvierte bis 1806, dem Gründungsjahr des Königreichs Württemberg, eine Lehre beim Stadt- und Amtsschreiber in Schorndorf. Nach dem Kameralexamen im August 1806 arbeitete er dort bis Dezember 1809 als Substitut weiter, ehe er an das Kameralamt Besigheim wechselte. Seit Oktober 1810 war er Assistent bei der Steuerrevision und seit 1812 Sekretär im Departement der Finanzen (württembergisches Finanzministerium). Im Mai 1813 erfolgte seine Ernennung zum Geheimen Kabinettssekretär. Weitere Dienstgrade erreichte er 1816 als Legationsrat und 1817 als Geheimer Legationsrat. 1824 wurde er Präsident der Hofdomänenkammer und 1832 als Staatsrat ordentliches Mitglied im Geheimen Rat. 1836 begann seine Mitgliedschaft im Vorstand der württembergischen Eisenbahngesellschaft. Gärttner war einer der Schlüsselfiguren auf dem Weg zur Errichtung der württembergischen Staatseisenbahn. Im Jahre 1841 führte er den Vorsitz des Festkomitees, welches die Durchführung der Feierlichkeiten zum Silbernen Regierungsjubiläum von König Wilhelm I. organisierte. Im selben Jahr erhielt Gärttner den Titel Geheimer Rat mit dem Prädikat Exzellenz. Vom 31. August 1844 bis zum 9. März 1848 war Gärttner Staatsminister des Departements der Finanzen. Die Zuständigkeit für das Eisenbahnwesen, welche bisher beim Innenministerium lag, wurde nun an das Finanzministerium übertragen. Während seiner Amtszeit als Finanzminister erfolgte die Eröffnung der ersten Eisenbahnverbindung des Königreichs von Cannstatt nach Untertürkheim. Der weitere Ausbau der Eisenbahnstrecke Richtung Norden und Süden wurde nun rasch in Angriff genommen. Infolge der Märzrevolution kam es in Württemberg zur Bildung der Regierung Römer, so dass Gärttner das Finanzressort an seinen Nachfolger Adolf Goppelt abgeben musste und in den Ruhestand trat.
Seit Januar 1842 war Gärttner auf Lebenszeit ernanntes Mitglied der württembergischen Kammer der Standesherren und machte sich auch dort um das Eisenbahnwesen in Württemberg verdient. Neben seiner Tätigkeit als Ministerialbeamter und Abgeordneter war er auch in einigen Verbänden und Stiftungen an führender Stelle beteiligt, darunter seit 1842 beim Verband deutscher Land- und Forstwirte und seit 1848 bei der Königin-Charlotte-Mathilde-Stiftung.

## Familiärer Hintergrund
Karl Gärttners Vater Philipp Ludwig Gärttner (* 1762 † 1816) war Kameralverwalter in Balingen und mit Christiane Dorothea Böhringer (* 1762 † 1831) verheiratet. Das Ehepaar hatte mindestens drei Kinder, darunter Karls Bruder Ludwig August Gärttner, welcher ebenfalls württembergischer Verwaltungsbeamter und Landtagsabgeordneter war. 1815 heiratete Karl Gärttner Friederike Autenrieth (* 1796 † 1866), mit der er drei Kinder hatte. Sein Sohn Eduard (* 1822 † 1885) wurde Staatsrat und Kabinettschef des Königs. Seine Tochter Sophie heiratete den Bankier und niederländischen Generalkonsul Emil Wilhelm von Georgii-Georgenau (* 1820 † 1894). Seine zweite Tochter Marie (* 1828) vermählte sich 1847 mit dem Oberbaudirektor Karl von Etzel.

## Ehrungen und Auszeichnungen
- 1818 Ritterkreuz des Ordens der württembergischen Krone[1], womit der persönliche Adelstitel verbunden war
- 1835 Kommenturkreuz des Ordens der Württembergischen Krone[2]
- 1844: Großkreuz des Ordens vom Zähringer Löwen[3]
- 1842: Großkreuz des Friedrichs-Ordens
- Königlich-portugiesischer Orden des heiligen Jakob vom Schwert